# Panarchismo
Il panarchismo è una filosofia politica che enfatizza il diritto di ogni individuo a unirsi liberamente e lasciare la giurisdizione di qualsiasi governo abbiano scelto, senza essere forzati a trasferirsi dalla loro attuale localizzazione.
La parola panarchia fu inventata e il concetto proposto dall'economista politico belga, Paul Émile de Puydt in un articolo pubblicato nel 1860.
Comunque, la parola panarchia, ha assunto significati distinti in più, con la parola panarchismo ci si riferisce alla definizione originale di De Puydt.